# Castelnuovo Calcea
Castelnuovo Calcea (Castelneuv Brusà in piemontese che significa castello in fiamme) è un comune italiano di 691 abitanti della provincia di Asti in Piemonte.
Si trova sulle colline tra i torrenti Tiglione e Nizza, a 23 km da Asti ed a circa 9 km da Nizza Monferrato.
È noto soprattutto per aver dato i natali al poeta Angelo Brofferio, qui nato nel 1802.

## Storia
Castelnuovo è un paese di antiche origini. I primi abitanti furono i Liguri Statielli, seguiti dai Celti e dai Galli.
Il toponimo è di origine romana e deriva dall'unione tra la denominazione Castrum Novum e quella ad calcarias. Termine quest'ultimo che si riconduce probabilmente alla presenza della vicina strada romana che conduceva a Nizza, passando in una zona paludosa che richiedeva spesso lavori di rincalzo e di manutenzione a causa degli smottamenti. Altre ipotesi sul  nome  Calcea  sono  meno attendibili.  Terminata la dominazione romana, vi si insediarono prima i Longobardi e quindi i Franchi.

La prima notizia documentata attesta l'appartenenza nel 1142 di Castelnuovo al Comitato di Loreto (ora frazione di Costigliole) con i comuni di Agliano, Calosso, Castagnole delle Lanze e Vinchio.
Secondo a tradizione , il nucleo originario del paese, che si trovava sulla collina denominata “Castello” , fu distrutto nel 1155. Non conosciamo ancora la causa che portò a tale distruzione, né essa è addebitabile con certezza alla discesa dell'Imperatore Federico Barbarossa in Italia in quel periodo, sebbene resti tale ipotesi la più accreditabile. Lo stesso anno il Marchese di Incisa, dopo essersi impossessato delle terre del nostro comune ,  ricostruì il castello nella posizione attuale, e attorno ad esso riunì i castelnovesi sopravvissuti alla distruzione e alcune famiglie di Vinchio, consentendo la ricostruzione di Castelnuovo.
Il Comune di Asti acquistò dai signori di Vinchio i diritti da loro acquisiti su Castelnuovo e lo detenne, come attesta il Codex Astensis  dal 1184 al 1364, quando passò ai Visconti e divenne proprietà del Ducato di Milano che lo fece amministrare da vari feudatari prima di essere ceduto nel 1735 ai Savoia.
Durante questi secoli tra varie vicissitudini resta ancora oggi nella memoria  dei Castelnovesi l'incendio e la distruzione del villaggio e del castello avvenuta il 3 ottobre 1635 ad opera del Capitano Re comandante delle truppe del Duca di Savoia.  L'incendio fu così devastante che da allora il paese è conosciuto nel Monferrato come  “Castelnuovo Bruciato” (Castelneuv brisò in dialetto).
In tempi recenti l'Amministrazione Comunale ha perseguito un lento e costante recupero del Centro Storico con il restauro dell'Area del Castello, del Palazzo Comunale , Di Piazza San. Orione, dell'Ex Asilo trasformato nel Centro Culturale Angelo Brofferio e nel museo Me Ritorn, della Piazzetta Belvedere e della ricostruzione del Ponte Medioevale. Questi lavori, uniti alla bellezza della Chiesa Parrocchiale barocca anch'essa recentemente restaurata, offrono al turista un'immagine di una ricchezza architettonica, storica, artistica e culturale che trovano inaspettata e di grande interesse.

### Simboli
Il gonfalone municipale è un drappo di giallo con la bordatura di azzurro.
Stemma e gonfalone sono stati concessi con decreto del presidente della Repubblica del 24 aprile 1997.

## Monumenti e luoghi d'interesse
- La Chiesa Parrocchiale in stile Barocco, dedicata a Santo Stefano martire, è stata edificata fra il 1685 e il 1694 . Recentemente è stata completamente restaurata, sia all'esterno mediante la stilatura dei giunti, il rifacimento della cupola del campanile e il suo consolidamento, dopo la scossa sismica del 2000, sia al suo interno con il restauro dei dipinti e  e il recupero dei colori originali delle pareti e dei fregi.     Di notevole interesse  una  scultura  del  Bonzanigo  che  rappresenta  S. Anna con la Madonna, una Via Crucis  e alcuni dipinti attribuiti al Parravicino, al Biancaro e al Monevi anch'essi restaurati.
- Il castello è di origine medioevale e fu ricostruito nella posizione attuale dal Marchese di Incisa nel 1155, subito dopo la distruzione avvenuta lo stesso anno. Dopo esser passato ai Visconti (1364), venne distrutto dai savoiardi nel 1634 per poi essere ricostruito e diventare di proprietà dei Savoia nel 1735 e per un breve periodo della Repubblica Astese nel 1797. Dall'800 fu proprietà di alcuni privati che, non curandone la manutenzione e abbandonandolo al degrado, portò l'edificio al crollo parziale del 1945 dovuto alla mancata riparazione della copertura. Il degrado continuò in quanto l'acquisto da parte di un nuovo proprietario era dovuto al suo interesse per tentare sull'area una speculazione edilizia. L'intervento della Soprintendenza ai Monumenti di Torino pose fine ad ogni velleità bloccando qualsiasi possibilità di costruire. Solo nel 1987, a seguito dell'acquisto da parte del Comune, iniziarono i lavori di restauro che ne valorizzarono i ruderi e permisero il completo recupero dell'Area destinandola a parco pubblico e a sede di manifestazioni e spettacoli per la comunità ed inserendola nel sistema dei "Castelli Aperti" del Basso Piemonte.
- Il Ponte Medioevale ha origine che coincide con la ricostruzione del Castello sul nuovo sito dopo la distruzione del 1154.   Le prime notizie relative al ponte  appaiono in un documento del Codex Astensis datato 22 ottobre 1218 redatto “nei pressi del ponte”.   Distrutto in parte durante l'incendio che devastò il castello e il villaggio nel 1635 ad opera dei Savoia, venne presto ricostruito in quanto esso rappresentava la via principale di accesso al recinto del Castello.  Nel 1965 a seguito di un parziale crollo dovuto all'ostruzione degli scarichi, non si fece alcun tentativo di recupero e venne demolito per ampliare la piazza e il parcheggio.  Al suo posto, per raggiungere la Piazza Parrocchiale, venne costruita una scala in cemento armato.  Nel 2015 il Ponte è stato ricostruito con il contributo del Ministero delle Infrastrutture ripristinando il collegamento con il recinto del Castello e ricomponendo l'immagine originale del Centro Storico.
- Molteplici sono inoltre le cappelle presenti nelle borgate come la cappella di  S. Rocco, la cappella della Madonna di Loreto, la cappella dell'Annunziata e la cappella di San Siro, santo molto venerato ai tempi del 1600-1700 nella diocesi di Pavia che comprendeva anche Castelnuovo Calcea. Ancora oggi a San Siro si possono trovare antichi resti, risalenti a quando la cappella veniva usata per l'isolamento degli appestati. Alcune di queste cappelle si trovano lungo i percorsi brofferiani, sentieri che ripercorrono i luoghi dove visse ed ebbe ispirazione Angelo Brofferio.
- La Cappella della Madonna di Loreto è di recente restauro e presenta una tela raffigurante la Vergine Maria.
- Nel cimitero comunale si nota la Cappella Viarengo-Aluffi, edicola funeraria edificata nel 1931 su progetto di Alessandro Thea (1876-1942), nella quale risalta il grande gruppo marmoreo de La Pietà, opera di Gianni Remuzzi.[5]
- Il museo “Me ritorn” raccoglie opere, scritti, fotografie, stampe e materiale riguardante il poeta, scrittore, avvocato e politico Angelo Brofferio, nato a Castelnuovo nel 1802.   Nel salone si svolgono periodicamente incontri dedicati alla conoscenza del nostro Personaggio.  Il Comune di Castelnuovo Calcea e il Centro Culturale Angelo Brofferio indicono annualmente un concorso letterario a premi su tracce ricavate dal patrimonio letterario di Angelo Brofferio, sulle quali elaborare un racconto o un saggio.
- Il museo delle Contadinerie con la vasta esposizione di oggetti e attrezzi della Civiltà Contadina sono un dono di Piergiorgio Poglio che per anni li ha raccolti e conservati con cura con lo scopo di trasmetterne la conoscenza.
- Sul territorio di Castelnuovo si trova il Parco Artistico “Art Park La Court” di Michele Chiarlo, un esteso museo a cielo aperto nelle vigne, che fa dialogare il paesaggio con l'arte e con il vino.  La scenografia  e le sculture sono state ideate da Emanuele Luzzati che le ha suddivise lungo un percorso immaginario.   Vi sono inoltre opere di Ugo Nespolo, Giancarlo Ferraris e Chris Bangle ideatore  della  Big Bench  fuori scala  dislocata  in  un punto panoramico, che quando ci sediamo compie il miracolo di farci sentire  nuovamente bambini.

## Società

### Evoluzione demografica
Abitanti censiti

## Cultura

### Eventi
- 4 e 5 agosto: Festa Patronale

## Infrastrutture e trasporti
La località è servita dalla stazione di Agliano-Castelnuovo Calcea, ora classificata come fermata, posta lungo la ferrovia Asti-Genova. Si trova a valle rispetto al centro abitato del paese.

## Amministrazione
Di seguito è presentata una tabella relativa alle amministrazioni che si sono succedute in questo comune.
| Periodo          | Periodo        | Primo cittadino   | Partito                             | Carica  | Note  |
| ---------------- | -------------- | ----------------- | ----------------------------------- | ------- | ----- |
| 27 novembre 1985 | 25 maggio 1990 | Giuseppe Dagna    | -                                   | Sindaco | [ 7 ] |
| 25 maggio 1990   | 24 aprile 1995 | Giuseppe Dagna    | Democrazia Cristiana                | Sindaco | [ 7 ] |
| 24 aprile 1995   | 14 giugno 1999 | Giuseppe Dagna    | centro                              | Sindaco | [ 7 ] |
| 14 giugno 1999   | 14 giugno 2004 | Giuseppe Dagna    | lista civica                        | Sindaco | [ 7 ] |
| 14 giugno 2004   | 8 giugno 2009  | Roberto Poglio    | lista civica                        | Sindaco | [ 7 ] |
| 8 giugno 2009    | 26 maggio 2014 | Roberto Guastello | lista civica                        | Sindaco | [ 7 ] |
| 26 maggio 2014   | 26 maggio 2019 | Roberto Guastello | lista civica Impegno collaborazione | Sindaco | [ 7 ] |
| 26 maggio 2019   | in carica      | Roberto Guastello | lista civica Impegno collaborazione | Sindaco | [ 7 ] |